# Pandoeren
Pandoeren is een oud Nederlands kaartspel voor vier spelers dat ook onder de noemer denksport geplaatst kan worden. Het is inmiddels een niet zo bekend spel meer; het wordt slechts in enkele provincies gespeeld, met name in de provincies Noord-Holland en Utrecht. Het wordt "twee tegen twee", "een tegen drie" of allemaal tegen elkaar gespeeld. Er bestaat geen vast partnerschap in het spel. De partner wordt steeds bepaald tijdens de eerste spelfase "het bieden". Het spel vereist concentratie, geheugen en logisch denken en goede samenwerking tussen de per spel wisselende partners en tegenstanders.
Er bestaan geen officiële spelregels.

## Geschiedenis
Het boekje Pandoeren van A.C. Butselaar uit 1958 is een goede bron voor de geschiedenis van de spelregels van het kaartspel. De oudste verwijzing naar het Pandoeren is gevonden in een boekje uit 1828 met een overzicht van kaartspellen in die tijd. Wat dit boekje over pandoeren vermeldde lijkt in niets op het pandoeren zoals Butselaar dat beschrijft. Het boekje uit 1828 beschrijft uitsluitend één bod voor het spelen van het pandoeren, namelijk het "puntenspel", dat veel op klaverjassen lijkt. Klaverjassen wordt in datzelfde boekje uit 1828 echter niet genoemd. Als klaverjassen toen inderdaad nog niet zou hebben bestaan, dan is pandoeren wellicht de oervorm hiervan.
Sinds 1828 zijn er in ieder geval een aantal andere spelmogelijkheden voor een afspelen van de gedeelde kaarten bijgekomen. Die spelvormen (zoals misère, ouverte, zwabber en praatje hebben elementen van whist of wiezen overgenomen en ook de vormen pandoer en privé zijn weer later toegevoegd. Zo zijn er in de loop der jaren verschillende varianten en speelwijzen ontstaan. 
De naam voor het kaartspel is waarschijnlijk ontleend aan de naam voor de (vooral Hongaarse) soldaten die in de 17e en 18e eeuw, aanvankelijk in losse verbanden, met name bij de Turkse grens opereerden en slecht bekend stonden. Misschien stonden er figuren op de kaarten waarmee het spel ooit gespeeld werd, die aan de schilderachtig uitgedoste pandoeren deden denken. Volgens De Volmaakte Kaartspeler zou de naam van het kaartspel verwijzen naar een berucht vrijkorps dat in de Zevenjarige Oorlog (1756-1763) onder bevel stond van baron Frans von Trenck: “Het komt er in dit spel namelijk op aan, wie het meeste durft”. De naam voor de soldaten is waarschijnlijk ontleend aan Duits pandur, dat een ontlening is van Hongaars pandúr ‘infanterist, gangster, politieagent’, waarvan de etymologie onduidelijk is. Met dit woord is samengevallen Servisch en Kroatisch pandur ‘deurwaarder, bode, grensbewaarder, enz.’, dat in vrijwel alle Zuid-Slavische talen voorkwam en soms een oudere vorm bandur had, die wijst op een mogelijke ontlening aan middeleeuws Latijn banderius ‘vaandeldrager’, een afleiding van bandum ‘vaandel’.

## Spelregels
Hieronder volgt een weergave van de spelregels. Zoals al vermeld worden in Nederland verschillende varianten van het spel gespeeld. Daar waar de verschillen aanwezig zijn wordt dit aangegeven.

### Algemeen
- In het pandoerspel wordt met 33 kaarten gespeeld. Van  7 tot en met Aas en bovendien harten 6.
- In principe wordt dit spel gespeeld met 4 spelers, die op hun beurt de kaarten verdelen.
- Er wordt gespeeld met centen en een pot. Men kan zelf vaststellen met hoeveel centen ieder begint (bijv. 200 cent).

Het spel kan uiteraard ook zonder pot en inzet gespeeld worden om te voorkomen dat het spel "om de knikkers gespeeld wordt in plaats van om het spel".
- Het geven en spelen vindt plaats met de klok mee. Na afloop van het spelletje schudt en deelt de eerstvolgende persoon volgens de klok mee. Dit is onafhankelijk van wie het hoogste spel beidt, en wie uitkomt met de eerste kaart.
- Na het schudden krijgt elke speler vier kaarten. De 17e kaart is de “kijk”-kaart en komt, al naargelang de variant die wordt gespeeld, "dicht" dan wel "open" op tafel te liggen. Daarna krijgt elke speler weer vier kaarten. Indien wordt gekozen om de kaarten in 3-2-3 rond te delen dan wordt de kijkkaart na de eerste of tweede deelronde op tafel gelegd.
- Speelt men pandoer met een open kijkkaart dan worden de hierna volgende regels en het spel eenvoudiger. Er hoeft niet betaald te worden, er is dus geen kijkpot, want iedereen kan de kijkkaart zien etc.

### Pot, centen en betalen
- De speelcenten worden gebruikt om bij winst of verlies van een spelletje enerzijds de waarde van het spel te betalen en anderzijds om de pot te kunnen betalen.
- De pot:
  - Er is een gemeenschappelijke pot waarin het kijkgeld ingelegd wordt en die opgehoogd kan worden met speelgeld. Er kan ook uit de pot gehaald worden. Inleggen en uithalen van de pot is afhankelijk van het bedrag waarom gespeeld wordt.
  - Het maximale bedrag waarom gespeeld wordt is 50 cent (of indien de pot minder bevat, hetgeen in de pot aanwezig is).
  - Indien er minder dan 10 cent in de pot staat, kan deze niet worden uitgehaald.
  - Afhankelijk van een speltype waarbij (een deel van) de pot meegenomen kan worden, moet dat bedrag ingelegd worden dan wel kan dat bedrag er uit genomen worden.
  - Let op: ook een deel van de pot kan meegenomen worden, te beginnen vanaf 5 cent. Bij verder opbieden moet in ieder geval steeds minimaal 5 cent meer geboden worden. Ook hier geldt weer het maximum van 50 cent.
  - Een spel waarbij (een deel van) de pot wordt meegenomen is altijd hoger dan hetzelfde spel zonder pot.
  - Indien je een bedrag in de pot noemt bij Pandoer (bijv. stuiver of dubbeltje) dan betekent dit dat je in feite het dubbele uit de pot meeneemt; immers je speelt met z’n tweeën (dus 10 en 20 cent). Iemand noemt vervolgens een hoger spel (Misère Ouverte Imperiale) dan betekent dit dan in feite de pot reeds met 10 of 20 cent meegenomen wordt.
  - Indien bij Pandoer de pot wordt meegenomen, wordt bij het eerst hogere spel (in dit geval Praatje) ook automatisch de pot meegenomen. Voor het tweede hogere spel (Privé) hoeft dat niet (wel weer als bij in dit voorbeeld overgeboden wordt met een Praatje Pot, dan moet bij een Privé ook de Pot meegenomen worden - immers dat ik het eerst hogere spel).
  - De pot wordt altijd verdeeld door het aantal spelers dat meespeelt. Indien er 2 of meer meespelen krijgt ieder zijn gelijk deel. Valt een bedrag niet goed te verdelen dan krijgt eerst degene die het spel heeft aangezet een cent meer en vervolgens zo door met de eerstvolgende die met hem meegespeeld heeft totdat er geen centen meer te verdelen zijn.
- Het betalen: je haalt een spel of je haalt het niet. Er zijn geen andere mogelijkheden. De winnaar(s) ontvang(t)(en) altijd de afgesproken prijs/spelwaarde van de verliezer(s). Als je ook (een deel van) de pot hebt meegenomen mag je (dat deel van) de pot uithalen als je wint, of inleggen als je verliest. Indien je met meer mensen speelt deel je je winst of verlies.

### De kaarten
- De kijkkaart:
  - bij het noemen van een spel (bieden) moet je de kijkkaart (in gedachten) in je kaart opnemen en je spel noemen. Degene die het hoogste spel speelt neemt de kijkkaart, voegt deze bij zijn eigen kaarten en legt een kaart weer weg (mag dus ook de kijkkaart zijn).
  - Als je besluit dat je de kijkkaart wilt zien, dan betaal je 1 cent in de gemeenschappelijke pot.
  - Als je (per ongeluk) de kijkkaart aan iedereen laat zien, dan betaal je voor iedere andere speler ook 1 cent (dus nog eens 3 extra).
- De volgorde van de kaarten is normaal, maar bij de troefkleur zijn Boer en 9 hoger dan het Aas:
  - Troefkaarten: B 9 A H V 10 8 7 6 (de zes alleen bij harten).
  - Overige kaarten: A H V B 10 9 8 7 6 (de zes alleen bij harten).

### Troeven
- De troefkleur wordt benoemd door de speler die het hoogste spel heeft genoemd, als dit spel troef kent.
- Er wordt geen troef gemaakt bij alle misère spelen waar meer dan één speler speelt, plus de spelen zwabber en zwabber solo. Bij de overige spelen is altijd troef van toepassing.
- Het troeven:
  - Je mag altijd troeven, behalve op de aangevraagde kaart (komt later terug). Een variant hierop is dat elke Slag, ook de aangevraagde, ingetroefd mag worden. Dit is wel een "zuiverder" variant van het spel.
  - Als troef wordt gevraagd, hoef je niet over te troeven.
  - Bij introeven moet je overtroeven, je mag niet ondertroeven (dat wil zeggen dat je -indien je meer troefkaarten in je hand hebt- een lagere troefkaart op tafel legt dan de kaarten die reeds op tafel liggen terwijl je wel een hogere troefkaart in je handen hebt).
  - Je bent nooit verplicht om in te troeven.
  - Troef boer mag je altijd verzaken (als er troef gevraagd wordt, mag je de boer in je handen houden, ook als het je enige troefkaart is). Deze regel geldt niet bij de Misèrespellen, daar mag Troef boer niet verzaakt worden.
  - Andere kaarten mogen nooit verzaakt worden; je moet altijd dezelfde kleur spelen (bijlopen) of introeven.
- Bij het spel Pandoer moet altijd de eerste twee slagen troef gespeeld worden, tenzij de maat gevraagd wordt om "troef te brengen". Dit kan bijvoorbeeld gebeuren doordat de speler die het hoogste spel geboden heeft een kaart speelt en daarbij de aangevraagde kaart vraagt om "harten/klaver/ruiten/schoppen te brengen".

### Bieden en spelen
- De speler die het eerst kaart heeft ontvangen moet het eerste een spel noemen. Als de speler geen spel kan of wil noemen is het alternatief dat hij past, behalve voor de misère spellen waarbij je kunt "kijken" of eventueel "meegaan".
- Als je eenmaal gepast hebt mag je niet meer tijdens het spel meebieden, ook al noemt iemand na jou een spel waarvoor je graag zou willen kijken. Uiteraard als het spel gespeeld wordt, kun je wel een speelmaat worden. Er kan gewoon doorgeboden worden totdat drie van de vier spelers passen.
- Mochten alle vier spelers passen dan gaan we “husselen”. Alle spelers betalen 1 cent aan de speler die als eerste een spel moet noemen. Deze persoon pakt de kijkkaart, stopt hem bij zijn eigen 8 kaarten en schudt ze goed door elkaar, dan deelt hij de 9 kaarten 3 bij 3 aan de andere spelers. Deze spelers passen deze 3 kaarten in hun eigen kaart en geven 3 kaarten terug (ze mogen zelf uitzoeken welke 3). De 3×3=9 terug ontvangen kaarten schudt de 1e speler weer, vervolgens telt hij de kaarten af waarbij hij de 5e kaart open op tafel en houd nu dus weer 8 kaarten over. Deze speler mag nu het eerst een spel noemen.
- Wordt hierna weer door iedereen gepast, dan wordt er opnieuw “gehusseld”, maar dan door de daarop volgende speler; dit kan in principe eindeloos doorgaan (alhoewel het al zelden is dat er 2x achter elkaar door iedereen gepast wordt).
- Degene die het hoogste spel heeft genoemd moet dit spel spelen. Hij kondigt eventueel troef en eventueel een maat aan. Hij begint ook dit spel door de eerste kaart uit te leggen. Dit staat dus los van je positie ten opzichte van degene die gedeeld heeft. Hij mag ook een kaart verwisselen met de kijkkaart.
- Als je laag spel noemt, maar je kunt en je wilt eigenlijk hoger spelen dan kan dat alleen als een andere speler een hoger spel noemt dan jouw eerste spel. Bij een gelijk bod geldt de roem.
- Bij het verkrijgen van het hoogste spel kan het noemen van roem van belang zijn. Ook het meenemen van de pot (of een deel hiervan) kan uitmonden in het hoogste spel.
- Indien blijkt dat je een spel genoemd hebt (als hoogste) maar dit niet kunt spelen, moet je de overige spelers (en in voorkomende gevallen de pot) betalen.

### Roem
- Roem wordt bepaald door de 8 kaarten die de speler in de hand houdt of gaat houden door een kaart te wisselen met de kijkkaart.
- Roem kan bestaan uit 3 (of meer) opeenvolgende kaarten van dezelfde kleur, vier gelijken of “stuk”.
- Een driekaart is 20 roem, een vierkaart is 50 roem, een vijfkaart is 100 roem, een zeskaart is 150 roem, een zevenkaart is 200 roem en een achtkaart is 250 roem.
- Vier gelijken (vier Azen, vier Heren of vier Vrouwen) is 100 roem, vier Boeren is 200 roem.
- Roem kan ook “stuk” zijn, dat wil zeggen Heer en Vrouw van troef; dit is 20 roem.
- Een vierkaart is altijd hoger dan een driekaart, een vijfkaart is hoger dan een vierkaart enz. Dit betekent dat ook 2 driekaarten én stuk (60 roem) overboden wordt door een vierkaart (50 roem).
- Roem is alleen geldig bij de bepaling van het hoogste spel vanaf Pandoer en hoger.

### Meegaan bij de Misère spelen
Er zijn ook varianten waar bij Misère altijd alleen gespeeld moeten worden. Hieronder worden de regels aangegeven voor de variant waarbij je wel kunt meegaan met de Misère spelen.
- Bij het spelen van een van de misère spelen kunnen meer spelers meespelen, behalve de piccolo misère spelen; deze speelt men altijd alleen.
- Het meespelen bij een misère wordt aangegeven doordat indien één speler een misère spel aankondigt, je dan kan passen, eroverheen bieden of aangeeft “ik kijk ervoor”. Dit laatste betekent dat zodra de speler die het hoogste spel geboden heeft volgens regel 9.a een kaart heeft weggelegd, de eerstvolgende speler die “kijk ervoor” heeft gemeld deze kaart mag bekijken, en dan bepaalt of hij meespeelt eventueel met inruilen van de kijkkaart. Hierna mag de daaropvolgende speler die “kijk ervoor” heeft geroepen hetzelfde doen.
- Bij een misèrespel (behalve de piccolo misère spelen) kunnen zelfs alle 4 de spelers meespelen.
- Bij een misère, misère ouverte (omver) of misère imperiale (praatje) kan het zo zijn dat een deel van de spelers droog gaat, en de andere(n) nat. Bijv. indien er 3 spelen, 2 droog gaan en 1 gaat nat, dan betalen degene die nat gaat EN de resterende speler het speelgeld (eventueel incl. een deel van de pot) aan de spelers die droog zijn gegaan. Indien er 2 spelen en daarvan gaat er 1 maar droog, betaalt de andere (de speler die nat is gegaan) aan de speler die droog is gegaan. De overige spelers betalen niets.

## Puntentelling kaarten
Bij sommige spellen in het pandoeren wordt om punten gespeeld. In het spel zijn in totaal 146 punten; de puntentelling is als volgt.
| Kaart        | Troefkleur | Bijkleur |
| ------------ | ---------- | -------- |
| A            | 11         | 11       |
| H            | 3          | 3        |
| V            | 2          | 2        |
| B            | 20         | 1        |
| 10           | 10         | 10       |
| 9            | 14 (Nel)   | -        |
| 8,7,6        | -          | -        |
| Laatste slag | 5          | 5        |

## De spellen: gesorteerd van laagste naar hoogste
Hieronder volgt een opsomming van de verschillende spellen die vrijwel overal gespeeld worden.

### Piccolo Misère (kleine misère)
- Bij dit spel moet de speler één slag halen, maar de rest van de slagen niet. Men verliest indien men geen of meer dan één slag haalt.
- Je mag bij dit spel niet meegaan, je speelt dit spel alleen.
- De kaarten blijven gesloten.
- Er mag niet gesproken of overlegd worden.
- Roem is niet van toepassing.
- Troef moet gemaakt worden.
- De pot kan niet ingezet worden.
- De waarde van dit spel is 2 cent.

### Misère
- Bij dit spel moet de speler geen enkele slag halen.
- Je mag bij dit spel meegaan, dat wil zeggen “ervoor kijken”.
- De kaarten blijven gesloten.
- Er mag niet gesproken of overlegd worden.
- Roem is niet van toepassing.
- Alleen als je alleen speelt moet troef gemaakt worden.
- De pot kan niet ingezet worden.
- De waarde van dit spel is 2 cent.

### Zwabber
- Alle slagen tezamen met een maat halen. De eerste 4 slagen moeten door de aanvrager van het spel gehaald worden. Is dit niet zo, dan is deze speler nat. Van de volgende 4 slagen moet in ieder geval 1 slag door slechts één iemand anders gehaald worden. Haalt een derde speler een slag, dan zijn de eerste 2 spelers nat.
- Je speelt dit spel met een maat, dit is degene die de 5e, 6e, 7e of 8e slag haalt
- De kaarten blijven gesloten.
- Er mag niet gesproken of overlegd worden.
- Roem is niet van toepassing.
- Er is geen troef in het spel.
- De pot kan niet ingezet worden.
- De waarde van dit spel is 3 cent.

### Piccolo Misère Ouverte (kleine open)
- Bij dit spel moet de speler één slag halen, maar de rest niet. Men verliest indien men geen of meer dan één slag haalt.
- Je speelt dit spel alleen.
- De speler die het spel geboden heeft speelt een kaart uit, wacht de eerste volledige slag af en legt zodra de vijfde kaart gespeeld is de kaarten open op tafel. De andere spelers houden de kaarten gesloten.
- Er mag niet gesproken of overlegd worden.
- Roem is niet van toepassing.
- Troef moet gemaakt worden.
- De pot kan niet ingezet worden.
- De waarde van dit spel is 4 cent.

### Misère Ouverte (Open)
- Bij dit spel moet de speler geen enkele slag halen.
- Je mag bij dit spel meegaan, dat wil zeggen “ervoor kijken”.
- De speler die het spel geboden heeft speelt een kaart uit, wacht de eerste volledige slag af en legt zodra de 5e kaart gespeeld is de kaarten open op tafel evenals de spelers die met dit spel zijn meegegaan. De andere spelers (die niet meespelen) houden de kaarten gesloten.
- Er mag niet gesproken of overlegd worden.
- Roem is niet van toepassing.
- De pot kan niet ingezet worden.
- Alleen als je alleen speelt moet troef gemaakt worden.
- De waarde van dit spel is 4 cent.

### Zwabber Solo
- Alle slagen alleen halen.
- Je speelt dit spel dus duidelijk alleen
- De kaarten blijven gesloten.
- Er mag niet gesproken of overlegd worden.
- Roem is niet van toepassing
- De pot kan niet ingezet worden
- Er is geen troef in het spel.
- De waarde van dit spel is 4 cent.

### Pandoer Kereltje
- Alle slagen tezamen met een maat halen. Bij dit spel heb je troef Boer zelf niet in handen.
- Je speelt dit spel met een maat (troef Boer). Deze hoeft niet aangevraagd te worden.
- De kaarten blijven gesloten.
- Er mag niet gesproken of overlegd worden.
- Roem is wel van toepassing.
- Er is wel troef in het spel.
- De pot kan niet ingezet worden.
- De waarde van dit spel is 5 cent.

### Pandoer
- Alle slagen tezamen met een maat halen.
- Je speelt dit spel met een maat, dit is een Aas. Indien je geen Aas mee kan vragen, dan moet je een Heer meevragen. Op een gegeven moment in het spel moet het gevraagde Aas (of Heer) aanvragen met de term “Aas (of Heer) moet”. Deze slag mag niet afgetroefd worden. Als je maat het aangevraagde Aas (of Heer) niet hoeft te spelen kan je zeggen “hoeft niet”. Maar, als je maat het Aas (of Heer) van de aangevraagde kleur alleen in zijn handen heeft en hij moet deze dus toch leggen, is het spel wel verloren.

Overigens mag je ook, indien je de Heer zelf in handen hebt, een slag beginnen met die Heer en deze slag aankondigen met “Hoeft niet”. Dit betekent dat je medespeler het aangevraagde Aas niet mag leggen. Doet hij dat toch, om wat voor reden dan ook, dan is het spel verloren.
- De kaarten blijven gesloten.
- Er mag niet gesproken of overlegd worden.
- Roem is wel van toepassing.
- Troef moet gemaakt worden.
- (Een deel van) de pot kan wel ingezet worden.
- De waarde van dit spel is 5 cent.

### Piccolo Misère Imperiale (klein praatje)
- Bij dit spel moet de speler één slag halen, maar de rest niet. Men verliest indien met geen of meer dan één slag haalt.
- Je speelt dit spel alleen.
- De speler die het spel geboden heeft speelt een kaart uit, legt daarna de kaarten open op tafel. De andere spelers leggen hierna ook de kaarten open op tafel.
- Er mag overlegd worden door de andere spelers om te zorgen dat de aanvrager nat gaat.
- Roem is wel van toepassing.
- Troef moet gemaakt worden.
- (Een deel van) de pot kan wel ingezet worden.
- De waarde van dit spel is 6 cent.

### Misère Imperiale (Praatje)
- Bij dit spel moet de speler geen enkele slag halen.
- Je mag bij dit spel meegaan, dat wil zeggen “ervoor kijken.
- De speler die het spel geboden heeft speelt een kaart uit en legt daarna de kaarten open op tafel evenals de spelers die met dit spel zijn meegegaan. De andere spelers (die niet meespelen) leggen ook de kaarten open op tafel.
- Er mag overlegd worden door de spelers die niet mee gaan om te zorgen dat de aanvrager en eventuele medespelers nat gespeeld worden.
- Roem is wel van toepassing.
- Alleen als je alleen speelt moet troef gemaakt worden.
- (Een deel van) de pot kan wel ingezet worden.
- De waarde van dit spel is 6 cent.

### Pandoer Privé (Privé)
- Alle slagen alleen halen.
- De kaarten blijven gesloten
- Er mag niet gesproken of overlegd worden.
- Roem is wel van toepassing.
- Troef moet gemaakt worden.
- (Een deel van) de pot kan wel ingezet worden.
- De waarde van dit spel is 7 cent.

## Punten spelen
Deze spelen zijn relatief eenvoudig te spelen. Voor deze spelen is een maat nodig en moeten beide spelers tezamen het geboden aantal punten halen.

### Honderd, Honderdtwintig en Honderddertig
- Zoveel slagen als nodig halen om het puntenaantal van 100 te behalen. De aangekondigde roem telt voor het totaal aantal te behalen punten mee
- Je speelt dit spel met een maat, dit is een Aas. Indien je geen Aas mee kunt vragen, dan moet je een Heer meevragen. Op een gegeven moment in het spel moet je het gevraagde Aas (of Heer) aanvragen met de term “Aas (of Heer) moet”. Deze slag mag niet afgetroefd worden. Als je maat het aangevraagde Aas (of Heer) niet hoeft te spelen kun je zeggen “hoeft niet”. Maar, als je maat het Aas (of Heer) van de aangevraagde kleur alleen in zijn handen heeft, moet hij deze leggen, en dan is het spel wel verloren.

Overigens mag je ook, indien je de Heer zelf in handen hebt, een slag beginnen met die Heer en deze slag aankondigen met “Hoeft niet”. Dit betekent dat je medespeler het aangevraagde Aas niet mag leggen. Doet hij dat toch, om wat voor reden dan ook, dan is het spel verloren.
- De kaarten blijven gesloten.
- Er mag niet gesproken of overlegd worden.
- Roem is wel van toepassing.
- Troef moet gemaakt worden.
- De waarde van dit spel is 1 cent.

Als deze spelen gespeeld worden zijn deze spelen lager in rangorde dan Piccolo Misère.

### Honderdveertig en Honderdvijftig
De regels zijn gelijk aan de eerder genoemde puntenspelen. Het wordt bij het behalen van deze aangekondigde spelen steeds belangrijker om een goede roemkaart in de hand te hebben; zeker indien men 150 geboden heeft. Anders is het vrijwel beter om bijvoorbeeld een Pandoer te spelen; dit levert immers meer op.
De waarde van deze spelen is elk 2 cent. De spelen zijn hoger in rangorde dan een Misère, maar lager dan een Zwabber.

### Honderdzestig
Omdat het totaal aantal punten in het spel maar 146 bedraagt, moet men dus wel aanvullend over goede roem beschikken indien men dit spel wil spelen.
De waarde van dit spel is 3 cent. Dit spel is hoger in rangorde dan een Zwabber, maar lager dan een Piccolo Misère Ouverte.

### Honderdzeventig, Honderdtachtig en Tweehonderd
Een flinke hoeveelheid roem in hand is absoluut noodzakelijk om dergelijke spelen te kunnen spelen. Zelfs indien men alle punten in het spel behaalt is een simpele driekaart (20 roem) niet genoeg.
De waarde van deze spelen zijn 4 cent. Deze spelen zijn hoger in rangorde dan een Zwabber Solo, maar lager dan een Pandoer Kereltje.